# Имеретинский 157-й пехотный полк
157-й пехотный Имеретинский полк — воинская часть вооружённых сил Российской империи, существовавшая в 1863—1918 годах. Принимал участие в Кавказской, русско-турецкой 1877—1878 годов и Первой мировой войнах.

## Формирование и кампании полка
Сформирован на Кавказе 6 ноября 1863 года, под названием Имеретинского пехотного полка, в составе трёх батальонов и трёх стрелковых рот из 5-го резервного батальона Тенгинского пехотного полка, с добавлением нижних чинов из батальонов внутренней стражи и рекрут. 25 марта 1864 года полку присвоен № 157. Приняв участие в нескольких экспедициях против горцев, имеретинцы оставались на Кавказе до 1866 года, а затем были переведены в Казанский военный округ.
В 1877 году вся 40-я дивизия была возвращена на Кавказ и приняла участие в войне с турками. Имеретинский полк участвовал 6 августа в усиленной рекогносцировке Аладжинской позиции. В ночь на 13 августа 3-й батальон имеретинцев, занимавший передовой пункт на горе Кизиль-Тапа, был неожиданно атакован бригадой турецкой пехоты и, после упорного 4-часового боя, был принуждён отступить к лагерю авангарда, понеся громадные потери. Затем полк принимал участие в 3-дневном бою на Аладжинских высотах, закончившемся пленением 26 турецких таборов. 24 октября 2-й и 3-й батальоны находились в усиленной рекогносцировке юго-восточных фортов Карса. 6 ноября, при ночном штурме Карса, Имеретинский полк, состоя в колонне полковника Вождакина, атаковал форт Канлы и после ожесточённого боя занял укрепление. Во время этой атаки рядовой 8-й роты Василий Зонов отбил трехбунчужное Карсское знамя. Затем полк участвовал в зимней блокаде Эрзерума. Тяжёлые условия жизни и недостаток провианта вызвали в полку сильную эпидемию тифа, унёсшую много жертв. За штурм форта Канлы полк получил Георгиевское знамя с надписью: «За взятие Карса 6 ноября 1877 г.». Кроме того, 13 октября 1878 года полку были пожалованы знаки на шапки с надписью: «За отличие в турецкую войну 1877—78 гг.».
С началом русско-японской войны из Имеретинского полка была выделена сводная рота на пополнение 1-й Восточно-Сибирской стрелковой дивизии. В 1905 году полк был отправлен на театр военных действий, но участия в них не принял, будучи назначен для работ по укреплению Гунчжулинской позиции.
Принимал участие в Первой мировой войне. 7 августа 1914 года полк принимал участие в бою по овладению деревней Серев, в районе Инстербурга, однако после поднятия немцами белого флага и приближения к ним с целью взять в плен по имеретинцам был открыт огонь.
Полковой праздник — 9 мая.

## Знаки отличия полка
1. Полковое знамя Георгиевское с надписью: «За взятие Карса 6 Ноября 1877 года».
2. Знаки на головные уборы с надписью: «За отличие в Турецкую войну 1877 и 1878 годов». Пожалованы 13 октября 1878 года.

## Командиры полка
- 12.12.1863 — 03.06.1872 — полковник Зедергольм, Альберт Карлович
- ХХ.ХХ.1873 — 07.04.1878 — полковник Карасёв, Дмитрий Павлович
- 16.07.1878 — 21.09.1887 — полковник Бибиков, Михаил Ильич
- 23.09.1887 — 15.01.1893 — полковник Аккерман, Фёдор Фёдорович
- 21.01.1893 — 23.02.1895 — полковник Дещинский, Геркулан Иосифович
- 03.03.1895 — 11.02.1901 — полковник Фирсов, Афиноген Петрович
- 05.03.1901 — 19.02.1904 — полковник Балуев, Пётр Семёнович
- 28.08.1904 — 13.05.1910 — полковник Лукин, Валентин Евграфович
- 28.06.1910 — 14.12.1914 — полковник (с 08.12.1914 генерал-майор) Меницкий, Иосиф Иванович
- 20.12.1914 — 25.02.1916 — полковник (с 27.01.1916 генерал-майор) Тихменёв, Георгий Михайлович
- 25.02.1916 — после 09.04.1917 — полковник Рогальский, Пётр Степанович[2].

## Другие формирования этого имени
- Имеретинская милиция, дата сформирования неизвестна, но не ранее 1826 года. 11 апреля 1840 года Имеретинской милиции пожаловано простое знамя с надписью «Милиции Нашего вернолюбезного Имеретинского народа, в награду отличной храбрости, оказанной против горцев в 1838 году». В начале 1840-х гг. милиция была распущена по домам. С началом в 1853 году Крымской войны Имеретинская милиция была вновь собрана и несла тыловую службу в Закавказье, распущена по окончании войны в 1856 году.